# 陸前原ノ町駅

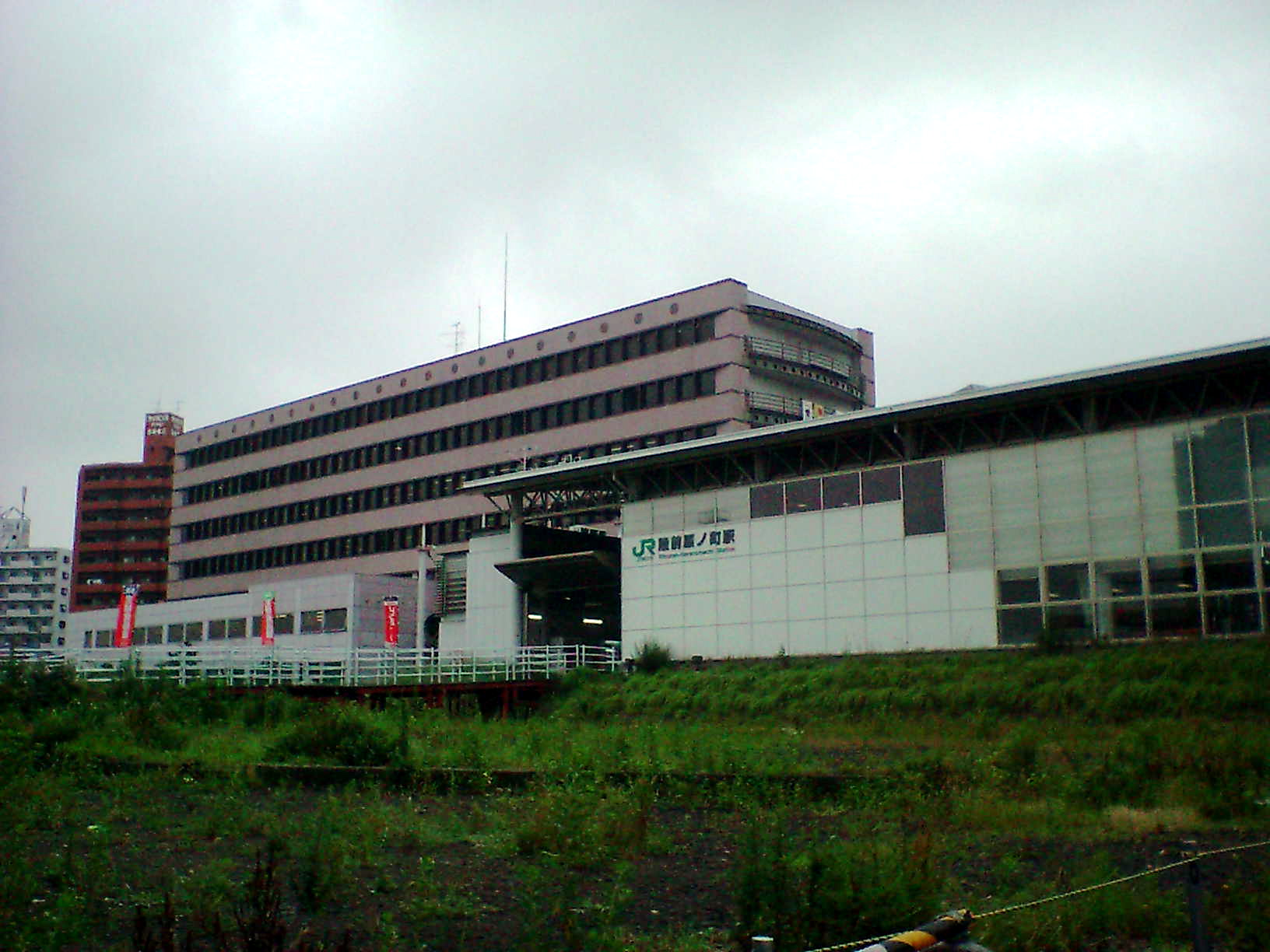
南口（2005年）

陸前原ノ町駅（りくぜんはらのまちえき）は、宮城県仙台市宮城野区五輪（ごりん）2丁目にある、東日本旅客鉄道（JR東日本）仙石線の駅である。JRの特定都区市内制度における「仙台市内」に含まれる。

## 歴史
1925年（大正14年）に宮城電気鉄道が仙台駅から西塩釜駅まで開通した際に、同時に開業した。この時の所在地は宮城郡原町だった。原町は駅の開業から3年後の1928年（昭和3年）に長町と共に仙台市に編入合併された。
仙台市電は市の中心部に環状線を開通させた後、四方へ分岐する支線の建設を続けた。その一つである原町線は、原町苦竹に軍需工場である東京第一陸軍造兵廠仙台製造所があったことから、陸軍から早期の開通を求められていた。この支線の建設は太平洋戦争中の1942年（昭和17年）に始まったが、資材不足の影響から遅々として進まず、陸前原ノ町駅前まで全線開業するのは終戦後の1948年（昭和23年）である。原町は商業地として栄え、1970年（昭和45年）には原町地区の商業店舗数は1,000を超えるほどだった。この頃、他所の地域の人々が仙石線や仙台市電を利用して買い物のために原町を訪れていた。しかし、交通渋滞などの社会問題と経営赤字から、1976年（昭和51年）に原町線を含む仙台市電全線が廃止された。
当駅は車両基地である陸前原ノ町電車区を併設していた。このため、当駅を始発、終着とする列車が過去に存在した。陸前原ノ町電車区は仙石線の地下化に関連して、1991年（平成3年）に福田町駅付近へ宮城野電車区として移転し、現在は仙台車両センター宮城野派出所という名称になっている。仙石線の地下化は2000年（平成12年）に完成し、これに伴って当駅も駅舎が一新された。

### 年表
- 1925年（大正14年）6月5日：宮城電気鉄道の駅として開業[3]。
- 1944年（昭和19年）5月1日：宮城電気鉄道国有化により[3]、運輸通信省の駅となる。
- 1948年（昭和23年）5月5日：仙台市電原の町線開業、原町駅前電停開設。
- 1961年（昭和36年）6月1日：貨物の取り扱いを廃止[3]。
- 1970年（昭和45年）7月1日：荷物の扱いを廃止[3]。
- 1976年（昭和51年）4月1日：仙台市電の廃止により、原町駅前電停を廃止。
- 1986年（昭和61年）：陸前原ノ町車掌区を廃止。
- 1987年（昭和62年）4月1日：国鉄分割民営化により、東日本旅客鉄道（JR東日本）の駅となる[3]。
- 1991年（平成3年）3月：陸前原ノ町電車区閉所。宮城野電車区（福田町）へ移転。
- 1992年（平成4年）10月31日：3番線（上り1番線）を廃止。
- 2000年（平成12年）3月11日：地下化[10]。
- 2003年（平成15年）
  - 1月23日：自動改札を導入。
  - 10月26日：ICカード「Suica」の利用が可能となる[11]。
- 2016年（平成28年）4月1日：業務委託化。陸前原ノ町駅長・助役を廃止。
- 2022年（令和4年）1月31日：みどりの窓口の営業を終了[12]。
- 2024年（令和6年）10月1日：えきねっとQチケのサービスを開始[1][13]。
- 2025年（令和7年）2月21日：指定席券売機を導入[14]。

## 駅構造
相対式ホーム2面2線を有する地下駅で、石巻方から仙台トンネルに進入して200メートルほどの場所に設置されている。当初は半地下式で建設予定だったが、軌道敷跡地の有効利用などを理由として、地下式での施行となった。駅舎は地上にあるが、駅の南側は駅舎より土地が低いため、階段を使って上がることになる。
仙石線地下化工事開始以前のホームは2面3線であり、構内には陸前原ノ町電車区の留置線が広がっていた。駅東側には陸前原ノ町車掌区もあり、仙石線運行の拠点であった。東塩釜駅や石巻駅とともに、車両の夜間留置が行われていた。
仙石線地下化に際して、当駅は位置を変えずに地下化された。このため、1996年（平成8年）に陸前原ノ町電車区の跡地を横切る形で一時的な線路の経路変更が行われ、2000年（平成12年）3月の地下区間開業まで仮駅舎と2面2線の仮ホームで営業が行われた。仮駅舎を含めると、現在の駅舎は3代目にあたる。
JR東日本東北総合サービスが受託する業務委託駅である。以前は駅長・助役（一時期は管理助役も）配置の管理駅であり、榴ケ岡駅 - 福田町駅間の各駅を管理下に置いていた。自動券売機、多機能券売機、指定席券売機、自動改札機（Suica、えきねっとQチケ対応）が設置されている。また、NewDaysもある。
駅の正面は仙台市の「アクセス30分構想」（オムニバスタウン）に基づき、近隣から乗り入れる仙台市営バスと宮城交通のバスに加え、タクシーと送り迎えの自家用車を捌く（キスアンドライド）スペースが確保されている。

### のりば
| 番線 | 路線    | 方向 | 行先               |
| ---- | ------- | ---- | ------------------ |
| 1    | ■仙石線 | 下り | 松島海岸・石巻方面 |
| 2    | ■仙石線 | 上り | 仙台・あおば通方面 |

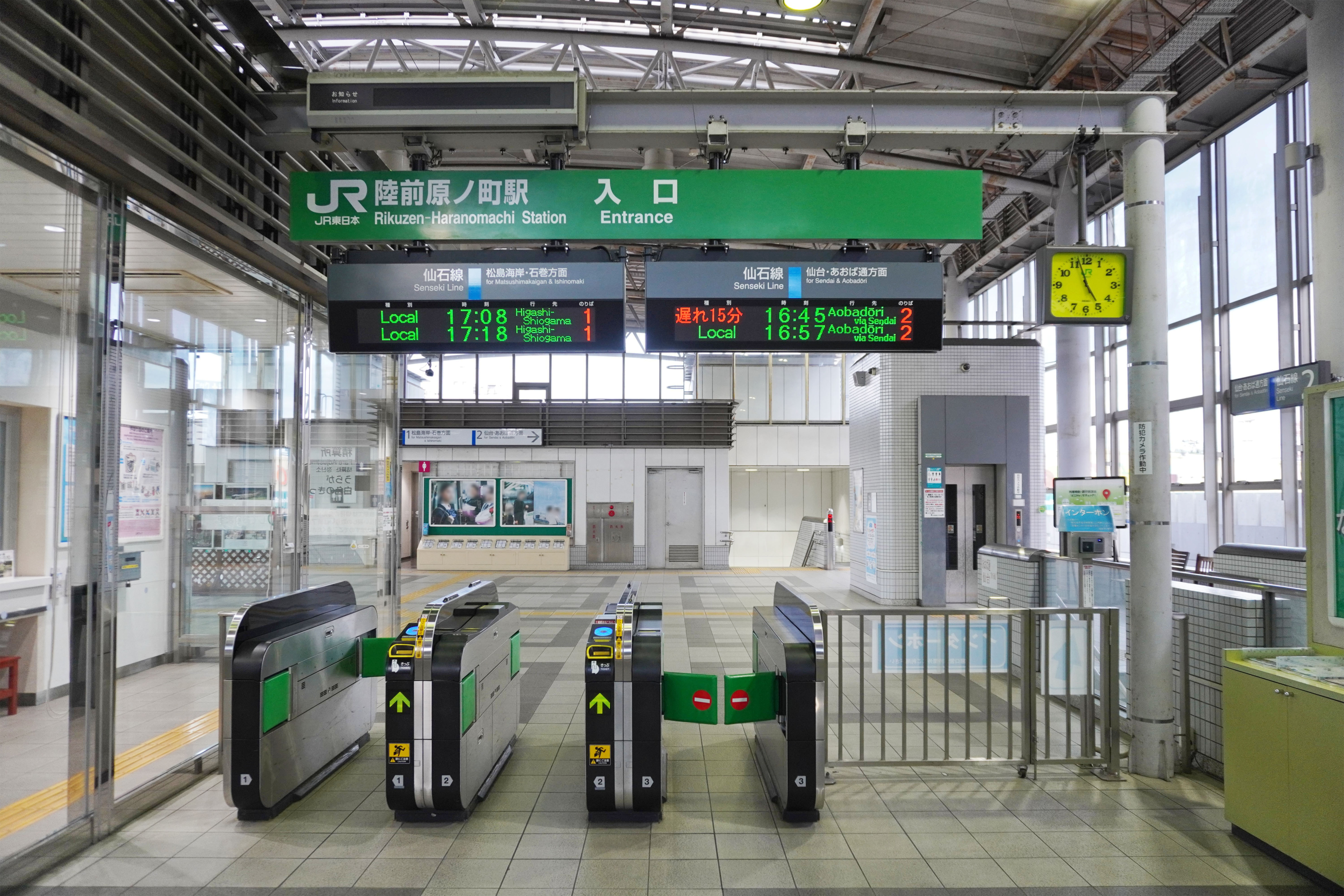
改札口（2023年8月）
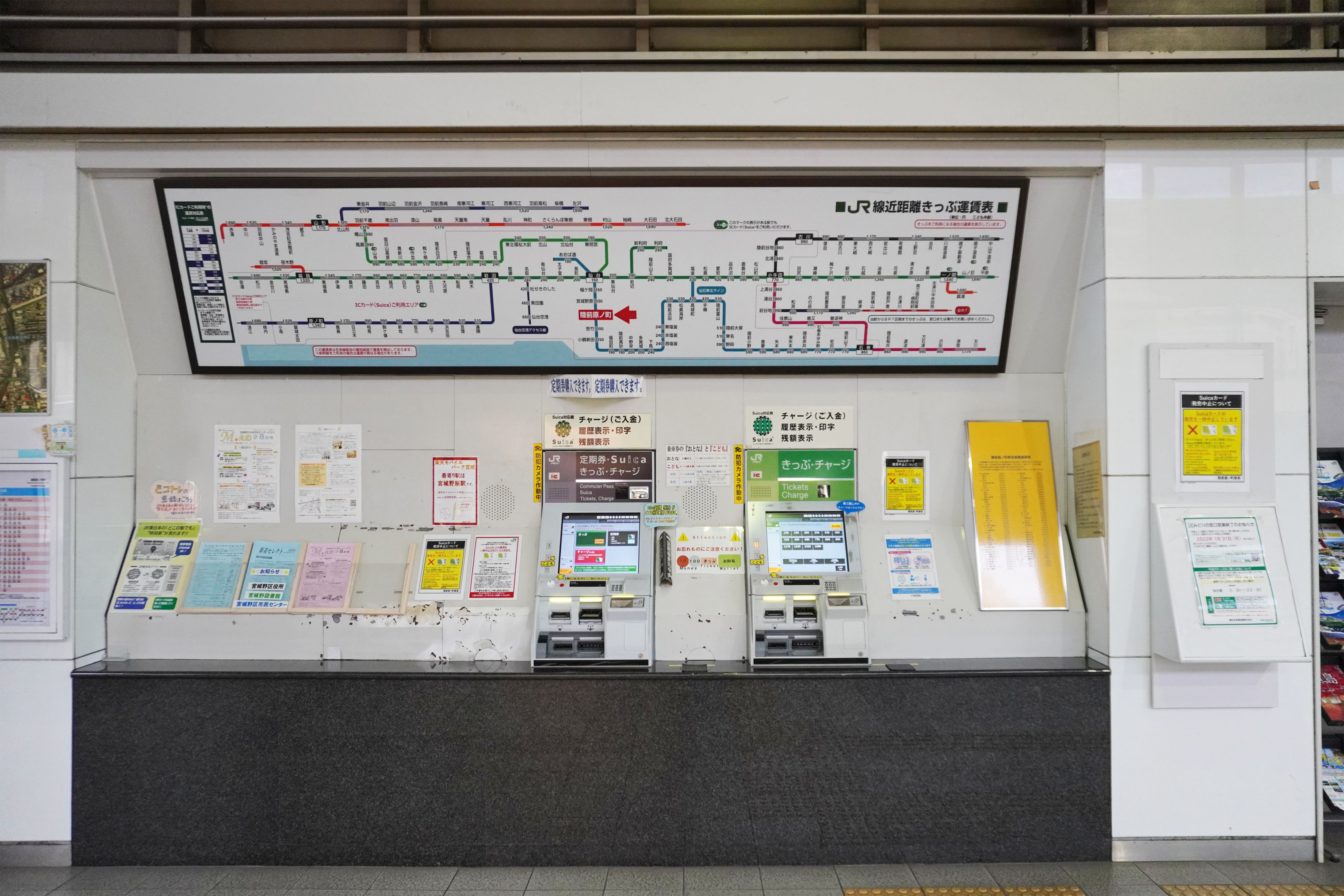
自動券売機（2023年8月）
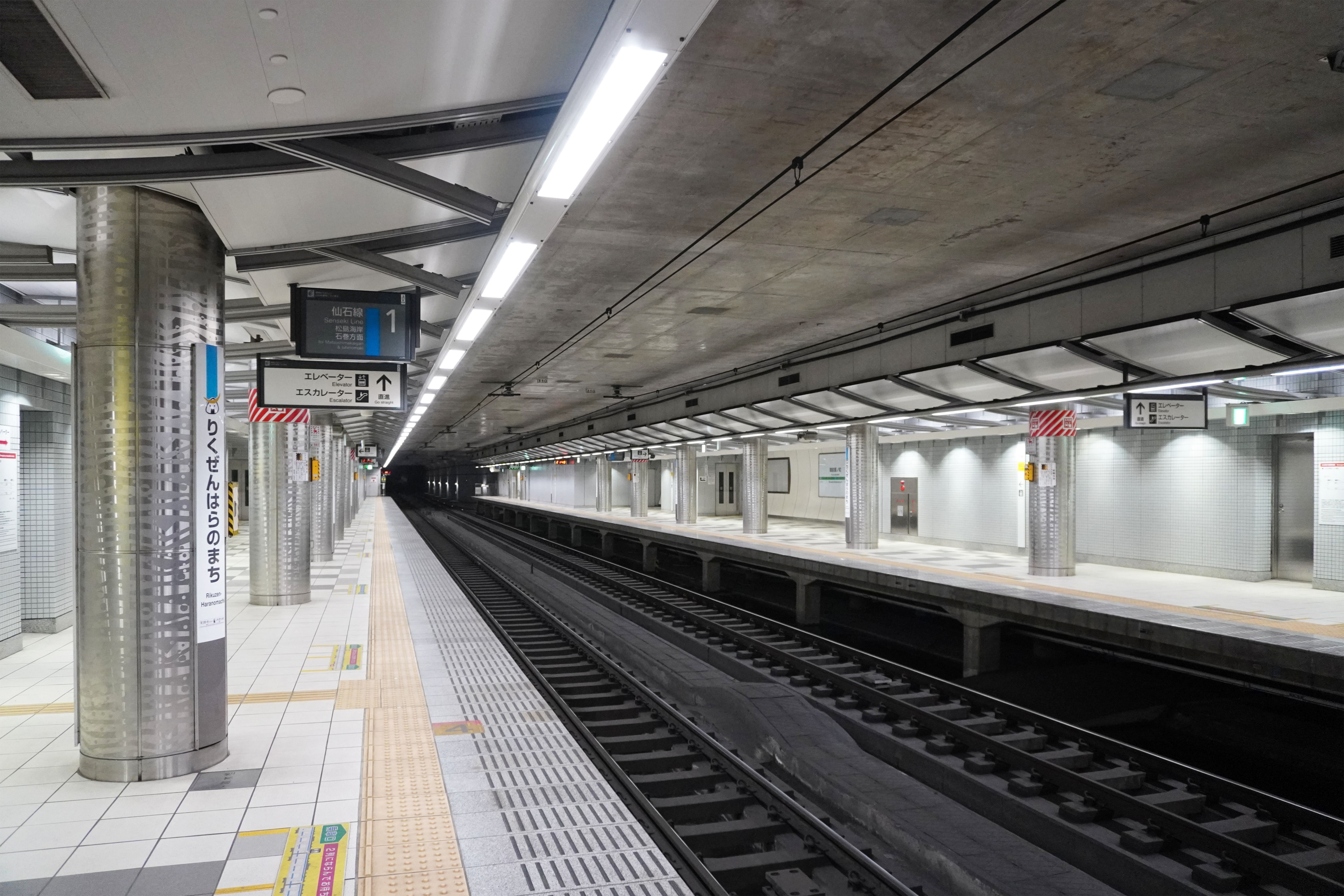
ホーム（2023年5月）

## 利用状況
JR東日本によると、2023年度（令和5年度）の1日平均乗車人員は3,966人である。
1999年度（平成11年度）以降の推移は以下のとおりである。
| 1日平均乗車人員推移 | 1日平均乗車人員推移 | 1日平均乗車人員推移 | 1日平均乗車人員推移 | 1日平均乗車人員推移 |
| 年度                | 定期外              | 定期                | 合計                | 出典                |
| ------------------- | ------------------- | ------------------- | ------------------- | ------------------- |
| 1999年（平成11年）  | 1,246               | 2,260               | 3,506               | [ 市 1 ]            |
| 2000年（平成12年）  | 1,394               | 2,167               | 3,561               | [ J 2 ] [ 市 1 ]    |
| 2001年（平成13年）  | 1,362               | 2,192               | 3,554               | [ J 3 ] [ 市 1 ]    |
| 2002年（平成14年）  | 1,332               | 2,190               | 3,522               | [ J 4 ] [ 市 2 ]    |
| 2003年（平成15年）  | 1,336               | 2,231               | 3,567               | [ J 5 ] [ 市 2 ]    |
| 2004年（平成16年）  | 1,349               | 2,261               | 3,610               | [ J 6 ] [ 市 2 ]    |
| 2005年（平成17年）  | 1,370               | 2,274               | 3,644               | [ J 7 ] [ 市 2 ]    |
| 2006年（平成18年）  | 1,288               | 2,278               | 3,566               | [ J 8 ] [ 市 2 ]    |
| 2007年（平成19年）  | 1,312               | 2,325               | 3,637               | [ J 9 ] [ 市 3 ]    |
| 2008年（平成20年）  |                     |                     | 3,618               | [ J 10 ] [ 市 4 ]   |
| 2009年（平成21年）  |                     |                     | 3,538               | [ J 11 ] [ 市 4 ]   |
| 2010年（平成22年）  |                     |                     | 3,354               | [ J 12 ] [ 市 4 ]   |
| 2011年（平成23年）  | 非公表              | 非公表              | 非公表              | [ 市 4 ]            |
| 2012年（平成24年）  | 1,349               | 2,270               | 3,620               | [ J 13 ] [ 市 4 ]   |
| 2013年（平成25年）  | 1,471               | 2,409               | 3,881               | [ J 14 ] [ 市 5 ]   |
| 2014年（平成26年）  | 1,460               | 2,422               | 3,883               | [ J 15 ] [ 市 5 ]   |
| 2015年（平成27年）  | 1,523               | 2,506               | 4,030               | [ J 16 ] [ 市 5 ]   |
| 2016年（平成28年）  | 1,563               | 2,555               | 4,119               | [ J 17 ] [ 市 5 ]   |
| 2017年（平成29年）  | 1,588               | 2,644               | 4,232               | [ J 18 ] [ 市 5 ]   |
| 2018年（平成30年）  | 1,607               | 2,674               | 4,281               | [ J 19 ] [ 市 6 ]   |
| 2019年（令和元年）  | 1,535               | 2,674               | 4,209               | [ J 20 ] [ 市 6 ]   |
| 2020年（令和02年）  | 1,051               | 2,430               | 3,481               | [ J 21 ] [ 市 6 ]   |
| 2021年（令和03年）  | 1,147               | 2,420               | 3,567               | [ J 22 ] [ 市 6 ]   |
| 2022年（令和04年）  | 1,274               | 2,482               | 3,757               | [ J 23 ]            |
| 2023年（令和05年）  | 1,349               | 2,616               | 3,966               | [ J 1 ]             |

1日平均乗車人員（単位：人/日）

## 駅周辺
当駅が所在する仙台市宮城野区五輪は、1965年（昭和40年）までは原町南目（はらのまちみなみのめ）字五輪であり、駅開業時には宮城郡原町だった。このように地名には「ノ」は入らない。
原町の起源は、江戸時代に置かれた原町宿（はらのまちじゅく）である。この時代は、苦竹まで舟曳堀という運河が引き込まれており、原町は船荷の集積地でもあった。昭和以降は仙台の市街地拡大に伴って仙台市電の支線の終端となり、街の東端の地位を得た。仙台市が政令指定都市になると、当駅前に宮城野区役所が置かれた。また、2012年（平成24年）に旧駅と電車区跡地に宮城野区文化センターが建設された。この施設には宮城野図書館や音楽ホールが入っている。また駅、区役所、文化センターに囲まれた位置に小さな庭園が設けられている。
駅付近のバス停として「原ノ町駅・宮城野区役所前」と「宮城野区役所前」がある。後者の方が運行本数および系統の種類が多い。
- 国道45号
- 北日本銀行原町支店
- 栄光ゼミナール原町校
- 仙台進学プラザ原町教室
- 仙台東郵便局（ゆうちょ銀行仙台東店併設）
- 陸上自衛隊仙台駐屯地
- 仙台市立原町小学校
- 仙台市立仙台工業高等学校
- 東北労働金庫 仙台東支店
- 仙台市宮城野区文化センター
  - 仙台市宮城野図書館
- スーパービッグ原町店

## 隣の駅
東日本旅客鉄道（JR東日本）
■仙石線
宮城野原駅 - 陸前原ノ町駅 - 苦竹駅

### 記事本文
1. 1 2 3 4  “駅の情報（陸前原ノ町駅）：JR東日本”.   東日本旅客鉄道. 2024年8月27日時点のオリジナルよりアーカイブ。2024年10月3日閲覧。
2. 1 2  『週刊 JR全駅・全車両基地』 13号 仙台駅・船岡駅・松島海岸駅ほか70駅、朝日新聞出版〈週刊朝日百科〉、2012年11月4日、25頁。
3. 1 2 3 4 5 6  石野哲 編『停車場変遷大事典 国鉄・JR編 II』（初版）JTB、1998年10月1日、476頁。ISBN 978-4-533-02980-6。
4. ↑  『仙台市史 特別編9（地域史）』291ページ。
5. ↑  『仙台市史 通史編7（近代2）』25-26ページ。
6. ↑  『仙台市史 通史編7（近代2）』316-317ページ。
7. ↑  『仙台市史 特別編9（地域史）』294ページ。
8. ↑  『仙台市史 特別編9（地域史）』295頁。
9. ↑  『交通公社の時刻表』1987年4月号（復刻版）
10. ↑  「JR年表」『JR気動車客車編成表 '00年版』ジェー・アール・アール、2000年7月1日、186頁。ISBN 4-88283-121-X。
11. ↑  『2003年10月26日（日）仙台エリアSuica（スイカ）デビュー!』（PDF）（プレスリリース）東日本旅客鉄道、2003年8月21日。オリジナルの2020年5月26日時点におけるアーカイブ。2020年5月26日閲覧。
12. ↑  “駅の情報（陸前原ノ町駅）：JR東日本”.   東日本旅客鉄道. 2021年12月27日時点のオリジナルよりアーカイブ。2021年12月27日閲覧。
13. ↑  『Suicaエリア外もチケットレスで! 東北エリアから「えきねっとQチケ」がはじまります』（PDF）（プレスリリース）東日本旅客鉄道、2024年7月11日。オリジナルの2024年7月11日時点におけるアーカイブ。2024年8月11日閲覧。
14. ↑  “JR東日本路線図（東北エリア）” (PDF).   東日本旅客鉄道. 2025年1月26日時点のオリジナルよりアーカイブ。2025年2月10日閲覧。
15. ↑  渡邊誠司、古山章一、高木芳光「地下鉄函体建設における地下水流保持対策とその効果」『トンネル工学研究発表会論文・報告集』2000年、10巻、343-348ページ。doi:10.11532/journalte1991.10.343
16. 1 2  “駅の情報（陸前原ノ町駅）：JR東日本”.   東日本旅客鉄道. 2025年2月21日時点のオリジナルよりアーカイブ。2025年2月21日閲覧。
17. 1 2  “JR東日本：駅構内図・バリアフリー情報（陸前原ノ町駅）”.   東日本旅客鉄道. 2024年10月3日閲覧。
18. ↑  “仙台市交通局東仙台営業所 運行系統図” (PDF).   仙台市交通局. 2024年10月3日閲覧。

### 利用状況
JR東日本
1. 1 2  “各駅の乗車人員（2023年度）”.   東日本旅客鉄道. 2024年7月23日閲覧。
2. ↑  “各駅の乗車人員（2000年度）”.   東日本旅客鉄道. 2019年2月10日閲覧。
3. ↑  “各駅の乗車人員（2001年度）”.   東日本旅客鉄道. 2019年2月10日閲覧。
4. ↑  “各駅の乗車人員（2002年度）”.   東日本旅客鉄道. 2019年2月10日閲覧。
5. ↑  “各駅の乗車人員（2003年度）”.   東日本旅客鉄道. 2019年2月10日閲覧。
6. ↑  “各駅の乗車人員（2004年度）”.   東日本旅客鉄道. 2019年2月10日閲覧。
7. ↑  “各駅の乗車人員（2005年度）”.   東日本旅客鉄道. 2019年2月10日閲覧。
8. ↑  “各駅の乗車人員（2006年度）”.   東日本旅客鉄道. 2019年2月10日閲覧。
9. ↑  “各駅の乗車人員（2007年度）”.   東日本旅客鉄道. 2019年2月10日閲覧。
10. ↑  “各駅の乗車人員（2008年度）”.   東日本旅客鉄道. 2019年2月10日閲覧。
11. ↑  “各駅の乗車人員（2009年度）”.   東日本旅客鉄道. 2019年2月10日閲覧。
12. ↑  “各駅の乗車人員（2010年度）”.   東日本旅客鉄道. 2019年2月10日閲覧。
13. ↑  “各駅の乗車人員（2012年度）”.   東日本旅客鉄道. 2019年2月10日閲覧。
14. ↑  “各駅の乗車人員（2013年度）”.   東日本旅客鉄道. 2019年2月10日閲覧。
15. ↑  “各駅の乗車人員（2014年度）”.   東日本旅客鉄道. 2019年2月10日閲覧。
16. ↑  “各駅の乗車人員（2015年度）”.   東日本旅客鉄道. 2019年2月10日閲覧。
17. ↑  “各駅の乗車人員（2016年度）”.   東日本旅客鉄道. 2019年2月10日閲覧。
18. ↑  “各駅の乗車人員（2017年度）”.   東日本旅客鉄道. 2019年2月10日閲覧。
19. ↑  “各駅の乗車人員（2018年度）”.   東日本旅客鉄道. 2019年7月18日閲覧。
20. ↑  “各駅の乗車人員（2019年度）”.   東日本旅客鉄道. 2020年7月12日閲覧。
21. ↑  “各駅の乗車人員（2020年度）”.   東日本旅客鉄道. 2021年7月26日閲覧。
22. ↑  “各駅の乗車人員（2021年度）”.   東日本旅客鉄道. 2022年8月10日閲覧。
23. ↑  “各駅の乗車人員（2022年度）”.   東日本旅客鉄道. 2023年7月13日閲覧。

仙台市統計書
1. 1 2 3  “121.仙台市内JR各駅の旅客輸送状況” (xls). 仙台市統計書（平成14年版）-13.交通・運輸・通信.   仙台市. 2024年9月24日時点のオリジナルよりアーカイブ。2024年9月25日閲覧。
2. 1 2 3 4 5  “116.仙台市内JR各駅の旅客輸送状況（一日平均乗車人員）” (xls). 仙台市統計書（平成19年版）.   仙台市. 2024年9月24日時点のオリジナルよりアーカイブ。2024年9月25日閲覧。
3. ↑  “116.仙台市内JR各駅の旅客輸送状況（一日平均乗車人員）” (xls). 仙台市統計書（平成20年版）.   仙台市. 2024年9月24日時点のオリジナルよりアーカイブ。2024年9月25日閲覧。
4. 1 2 3 4 5  “107.仙台市内JR各駅の旅客輸送状況（一日平均乗車人員）” (xls). 仙台市統計書（平成25年版）.   仙台市. 2024年9月24日時点のオリジナルよりアーカイブ。2024年9月25日閲覧。
5. 1 2 3 4 5  “13-1.仙台市内JR各駅の旅客輸送状況（一日平均乗車人員）” (Excel). 仙台市統計書（平成30年版）.   仙台市. 2019年5月9日時点のオリジナルよりアーカイブ。2019年5月9日閲覧。
6. 1 2 3 4  “13-1.仙台市内JR各駅の旅客輸送状況（一日平均乗車人員）” (xlsx). 仙台市統計書（令和4年版）.   仙台市. 2024年9月24日時点のオリジナルよりアーカイブ。2024年9月25日閲覧。